# Милованович, Матея
Мате́я Милова́нович (серб. Матеја Миловановић; род. 18 апреля 2004) — сербский футболист, защитник клуба «Партизан».

## Клубная карьера
Милованович — воспитанник нидерландских клубов «Спарта» и «Аякс». 12 августа 2022 года в матче против «Роды» он дебютировал в Эрстедивизи за дублирующий состав последних. В 2024 году Милованович перешёл в «Херенвен». 22 сентября в матче против «Гронингена» он дебютировал в Эредивизи.
В 2025 году Милованович вернулся на историческую родину, подписав контракт со столичным «Партизаном». 10 июля в поединке квалификации Лиги Европы против кипрского АЕКа Матея дебютировал за основной состав.